# Климат Воронежа
Воронеж расположен в зоне умеренного климата. Здесь ярко выражена сезонность. Летние заморозки при этом исключены, а климатическое лето охватывает и первую половину сентября, а в последнее время и часть октября. Среднее количество солнечных дней в Воронеже (158), хотя и ниже, чем в азиатских городах России и СНГ (Чита — 284, Алма-Ата — 282). 
Метеостанция в Воронеже расположена в Центральном районе, на опытных полях ВГАУ, координаты станции:51°42′55″ с. ш. 39°12′56″ в. д.

## Зима
Зима, как правило, теплая. Часто бывают оттепели. Активный западный перенос воздушных масс способствует тому что в декабре и первой половине января вместо снега иногда идут дожди. Зимний период в Воронеже продолжается 121 день: среднесуточная температура воздуха опускается ниже нуля 18 ноября, последний зимний день приходится на 18 марта. В среднем за календарную зиму по климатической норме 1961—1990 годов в городе наблюдается 27 дней с оттепелью (30 % от продолжительности календарной зимы), что в 1,5 разa или на 9 дней больше, чем в Москве. Вслед за этим, с переходом среднесуточной температуры через 0 °C начинается весна. Каждый год на протяжении 2—7 дней бывают морозы ниже -20°C.

## Bесна
Апрель характеризуется неустойчивой погодой. В отдельные дни месяца температура может достигать +20°C и выше, однако в любой день может похолодать. Средняя суточная температура воздуха выше +5°C устанавливается в среднем 4 апреля и достигает +10 °C 20 апреля. В среднем ночные заморозки в окрестностях городa завершаются 26 апреля (для сравнения в Москве — 8 мая, в Казани — 28 мая). Май может начаться с ночных заморозков, однако во второй половине месяца температура может подняться до +30 °C.

## Лето
Лето тёплое. Июнь бывает дождлив и прохладен, но июньские заморозки в окрестностях города случаются не чаще чем раз в столетие (для сравнения в Московской области — раз в 17 лет). В июле-августе устанавливается жаркая и сухая погода. Это происходит при формировании антициклона: Воронеж легко могут достигнуть жаркие воздушные массы из Казахстана или Северной Африки. В этом случае дневная температура может превысить +30 °C, а в отдельных случаях и 35 °C. Летом до города почти всегда доходит воздушная масса с Черноморского побережья, наполняющая атмосферу приятным ароматом водорослей и южных трав. Эта масса сохраняется в основном до холодов, и уходит обратно на юг. Запах особенно чувствителен для приезжих из более северных регионов. Средняя продолжительность климатического лета (с периодом среднесуточных температур выше +15 градусов) составляет 121 день. Начинается лето в среднем 13 мая, уже с 27-го июня среднесуточная температура переваливает через +20 °C, а спадает ниже 18-го августа. Последний день летнего периода приходится на 11 сентября.
Хотя средняя температура июля составляет около +20 °C, реальная средняя температура превышает этот показатель уже в июне, а в июле средняя дневная температура может превысить 30 °C. Так, например, средняя температура 28 июля 2010 года составила +31,2 °C, что является абсолютным рекордом за последние несколько лет, в этот же день дневная температура достигла +39 °C, а 2 августа 2010 года температура достигла +40,5 °C, что является новым абсолютным рекордом города.

## Осень
Первые заморозки начинаются в среднем 7 октября, примерно на неделю позже чем в Москве. Осень тёплая, устойчивые заморозки начинаются лишь после 10 ноября. Среднесуточная температура опускается ниже +10 °C 5 октября и ниже +5 °C — 27 октября. Первый снег наблюдается обычно не ранее 15 октября. При этом устойчивый снежный покров устанавливается лишь к концу декабря. Положительная среднесуточная температура держится в среднем вплоть до 17 ноября, после чего наступает зима.

## Климатограмма
- Среднегодовая температура — +7,4°C
- Среднегодовая скорость ветра — 2,9 м/с
- Среднегодовая влажность воздуха — 74 %

| Показатель                    | Янв.  | Фев.  | Март | Апр.  | Май  | Июнь | Июль | Авг. | Сен. | Окт.  | Нояб. | Дек.  | Год   |
| ----------------------------- | ----- | ----- | ---- | ----- | ---- | ---- | ---- | ---- | ---- | ----- | ----- | ----- | ----- |
| Абсолютный максимум, °C       | 8,3   | 11,0  | 19,4 | 29,2  | 35,7 | 38,9 | 40,1 | 40,5 | 34,4 | 26,5  | 18,1  | 12,4  | 40,5  |
| Средний суточный максимум, °C | −3,4  | −2,6  | 3,6  | 14,4  | 21,7 | 25,0 | 27,2 | 26,5 | 19,7 | 11,5  | 3,0   | −1,9  | 11,5  |
| Средняя температура, °C       | −6    | −5,7  | −0,3 | 8,7   | 15,5 | 19,1 | 21,1 | 19,9 | 14,0 | 7,4   | 0,4   | −4,3  | 6,9   |
| Средний суточный минимум, °C  | −8,5  | −8,5  | −3,5 | 3,9   | 9,8  | 13,7 | 15,6 | 14,2 | 9,2  | 4,0   | −1,9  | −6,6  | 2,9   |
| Абсолютный минимум, °C        | −36,5 | −36,2 | −32  | −16,8 | −3,3 | −1,6 | 5,0  | 0,4  | −5,2 | −15,2 | −25,1 | −33,4 | −36,5 |
| Норма осадков, мм             | 42    | 39    | 38   | 41    | 48   | 61   | 58   | 52   | 51   | 51    | 43    | 48    | 572   |
| Источник: Погода и Климат     |       |       |      |       |      |      |      |      |      |       |       |       |       |

| Показатель                    | Янв. | Фев. | Март | Апр. | Май  | Июнь | Июль | Авг. | Сен. | Окт. | Нояб. | Дек. | Год  |
| ----------------------------- | ---- | ---- | ---- | ---- | ---- | ---- | ---- | ---- | ---- | ---- | ----- | ---- | ---- |
| Средний суточный максимум, °C | −4   | −4,3 | 3,0  | 13,9 | 21,4 | 24,0 | 27,6 | 26,6 | 19,5 | 10,8 | 3,6   | −2,2 | 11,6 |
| Средняя температура, °C       | −5,5 | −6,6 | −0,1 | 9,0  | 15,7 | 18,7 | 22,0 | 20,8 | 14,6 | 7,7  | 1,6   | −4,1 | 7,8  |
| Средний суточный минимум, °C  | −7,8 | −9,3 | −3,4 | 4,0  | 10,0 | 13,4 | 16,4 | 14,9 | 9,7  | 4,6  | −0,2  | −6,2 | 3,8  |
| Источник:                     |      |      |      |      |      |      |      |      |      |      |       |      |      |

| Показатель                                       | Янв. | Фев. | Март | Апр. | Май  | Июнь | Июль | Авг. | Сен. | Окт. | Нояб. | Дек. | Год |
| ------------------------------------------------ | ---- | ---- | ---- | ---- | ---- | ---- | ---- | ---- | ---- | ---- | ----- | ---- | --- |
| Средняя температура, °C                          | −8,8 | −8   | −2,3 | 7,7  | 14,9 | 18,2 | 19,6 | 18,4 | 12,8 | 6,0  | −0,2  | −5,1 | 6,1 |
| Источник: Северо-Евразийский Климатический Центр |      |      |      |      |      |      |      |      |      |      |       |      |     |

| Показатель                                       | Янв. | Фев. | Март | Апр. | Май  | Июнь | Июль | Авг. | Сен. | Окт. | Нояб. | Дек. | Год |
| ------------------------------------------------ | ---- | ---- | ---- | ---- | ---- | ---- | ---- | ---- | ---- | ---- | ----- | ---- | --- |
| Средняя температура, °C                          | −5,9 | −6,9 | −1,2 | 8,0  | 14,8 | 18,4 | 20,1 | 18,8 | 13,1 | 6,7  | −1,1  | −4,8 | 6,7 |
| Источник: Северо-Евразийский Климатический Центр |      |      |      |      |      |      |      |      |      |      |       |      |     |

| Показатель                                                          | Янв.  | Фев.  | Март  | Апр. | Май  | Июнь | Июль | Авг. | Сен. | Окт. | Нояб. | Дек.  | Год |
| ------------------------------------------------------------------- | ----- | ----- | ----- | ---- | ---- | ---- | ---- | ---- | ---- | ---- | ----- | ----- | --- |
| Абсолютный максимум, °C                                             | 0,1   | 0,6   | 5,7   | 13,1 | 19,6 | 23,1 | 26,4 | 25,4 | 17,6 | 11,3 | 5,9   | 1,5   | 8,9 |
| Абсолютный минимум, °C                                              | −18,2 | −19,2 | −10,4 | −0,7 | 9,8  | 14,9 | 16,6 | 15,1 | 9,0  | 0,5  | −8,7  | −14,2 | 3,4 |
| Источник: Погода и климат Климатические данные с сайта TuTiempo.net |       |       |       |      |      |      |      |      |      |      |       |       |     |

## История исследований климата Воронежа
В конце XIX века в городе было несколько метеорологических станций. В истории города ими были зарегистрированы необычные факты, связанные с погодой. Например, в 1848 году воронежцы наблюдали северное сияние.

## Календарь
- Январь
- Февраль
- Март
- Апрель
- Май
- Июнь
- Июль
- Август
- Сентябрь
- Октябрь
- Ноябрь
- Декабрь